# Xylaria oxyacanthae
Xylaria oxyacanthae är en svampart som beskrevs av Tul. & C. Tul. 1863. Xylaria oxyacanthae ingår i släktet Xylaria och familjen kolkärnsvampar.  Arten är reproducerande i Sverige. Inga underarter finns listade i Catalogue of Life.